# Borisz Andrejevics Babocskin
Borisz Andrejevics Babocskin (oroszul: Борис Андреевич Бабочкин; Szaratov, 1904. január 18. – Moszkva, 1975. július 17.) orosz, szovjet színész, színházi rendező.

## Életpályája
Illarion Pevcov moszkvai színészstúdiójában tanulta a mesterséget. 1921-től különböző városok színházaiban dolgozott. 1931-1935 között a leningrádi Puskin Színház (Alekszandrinszkij Színház) színésze volt, 1937-1940 között a Gorkij Nagyszínházat irányította. Ezt követően Moszkvában a Vahtangov Színház, a Filmszínészek Stúdiószínháza, 1948-1951 között, majd 1955-től kezdve ismét a Kis Színház munkatársa volt; közben 1952–1953 között a moszkvai Puskin Színház főrendezőjeként tevékenykedett.
Színházi szerepei közül a klasszikus orosz szerzők (Gribojedov, Gogol, Csehov) és kortárs szovjet szerzők (Makszim Gorkij, Alekszej Tolsztoj, Vszevolod Visnyevszkij) darabjaiban nyújtott alakításai ismertek.
1935-ben színházi rendezőként is bemutatkozott. Híres színházi rendezései között említhető Gorkij Nyaralók című drámája, amit 1939-ben és 1964-ben is színpadra állított, vagy Csehov Ivanovja a Kis Színházban (1960), melynek címszerepét is maga játszotta.
Számos állami díjat és kitüntetést kapott.

## Munkássága
Először 1928-ban állt kamera elé és összesen mintegy 25 filmben szerepelt. Néhány filmet is rendezett. Első játékfilmje, a „Hazai mezőkön” (Родные поля, 1944; társrendező) a háborús időszak paraszti életéből merítette témáját, főhősét ő maga játszotta. „A Hazai mezőkön emlékezetesebb alkotás színészi szempontból, mint a rendezés oldaláról nézve.”
Babocskin nevét egyetlen filmben, a Csapajevben (1934) nyújtott alakítása tette hazájában és külföldön is ismertté. Furmanov azonos című polgárháborús regényéből Szergej Vasziljev és Georgij Vasziljev 1934-ben rendeztek filmet és a címszerepet Babocskinra bízták, aki korábban csak néhány kisebb filmben szerepelt. A vörösök képzetlen és kezdetben féktelen parancsnokának „fejlődését”, egyéni vonásokkal is megrajzolt, de sematikus figuráját – az akkori idők túlzó, gyakran stilizált játékstílusától eltérően – Babocskin élethűen alkotta meg. Alakításának nagy szerepe volt a film óriási otthoni sikerében és abban, hogy a Csapajev mintaként szolgált több későbbi szovjet film elkészítéséhez. (Példa Dovzsenko Scsorsz című filmje, „az ukrán Csapajev”).

## Filmjei
- Lázadás (Myatezh) (1929)
- Halottak összeeskövése (Zagovor myortvyh) (1930)
- Az első szakasz (Pervyy vzvod) (1933)
- Csapajev (1934)
- Barátnők (Podrugi) (1935)
- Nagy szárnyak (Bolshie krylya) (1937)
- Barátok (Druzya) (1939)
- Front (1943)
- A színésznő (Aktrisa) (1943)
- Hazai mezőkön (1944)
- Egy igazi ember (1949)
- Hatalmas erő (Velikaya sila) (1950)
- Annuska (1959)
- Nyaralók (Dachniki) (1967)
- Mr. McKinley szökése (1975)